# 山芫荽属
山芫荽属（学名：Cotula）也称铜扣菊属，是菊科下的一个属，为一年生草本植物。该属共有约75种，分布广泛，主要产自南半球。

## 物种
本属包括以下物种：
- 芫荽菊 Cotula anthemoides
- 南方山芫荽 Cotula australis
- 线裂山芫荽 Cotula lineariloba
- 山芫荽 Cotula hemisphaerica